# Trenta Tirans
|  | Per a altres significats, vegeu «Trenta Tirans (Imperi Romà)». |

Els Trenta Tirans (en grec οἱ Τριάκοντα, hoi Triakonta) va ser un govern oligàrquic pro-espartà compost de trenta magistrats anomenats tirans, que succeí a la democràcia atenenca al final de la Guerra del Peloponès, durant menys d'un any, al 404 aC.
Després de la rendició d'Atenes a la guerra del Peloponès, van tornar a la ciutat, d'acord amb les condicions de pau, els exiliats antidemocràtics. Aquests conspiradors, aglutinats a la figura de Críties, que s'anomenaven a ells mateixos camarades (ἑταῖροι hetairoi), promovien públicament la necessitat d'un canvi dràstic a la constitució, encara es dissimulava com un retorn a la constitució heretada dels pares (patrios politeia). Es recolzaren en el fet que Lisandre estava reemplaçant els règims democràtics de les polis vençudes per règims oligàrquics recolzats en guarnicions espartanes.

## Govern
En accedir al poder els Trenta van iniciar una purga dels líders atenencs durant la guerra del Peloponès. Molts van ser empresonats, obligats a exiliar-se o condemnats a mort fent-los beure la cicuta.
Els Trenta van reduir significativament els drets dels ciutadans atenencs: van posar un límit al nombre de ciutadans amb dret a vot reservant-lo als més adinerats, i va restringir l'accés a les funcions legals a un selecte grup de 5.000 persones.
Finalment, el 404 aC, un grup de 70 dels exiliats atenencs es va reunir a Tebes on gaudien del suport del seu govern antiespartà. Liderats per Trasibul van emprendre una campanya contra els Trenta Tirans començant per prendre el lloc fortificat de File, al mont Parnes. Un cop conquerida, Files serví per aglutinar tots els exiliats atenencs que s'aplegaren allí.
La campanya de File va acabar amb el col·lapse del govern dels Trenta Tirans. Críties va ser assassinat durant el cop que va restaurar la democràcia a Atenes.

## Membres del Consell dels Trenta
Xenofont ofereix la llista completa dels Trenta al segon llibre d'Hel·lèniques. En ordre alfabètic, foren: Aneci, Aresi, Aristòtil, Caerel, Càricles, Càrmides, Cremo, Cleòmedes, Críties, Diòcles, Dracontides, Èsquines, Erasístrat, Eratòstenes, Euclides, Èumantes, Fèdim, Fidó, Hieró, Hipòloc, Hipòmac, Melobi, Mnesíloc, Mnesíteides, Onomacles, Pisó, Polícares, Sòfocles, Teògenes, Teognis i Teràmenes.